# Stiftung Marburger Mission
Die Stiftung Marburger Mission (auch nur Marburger Mission genannt) ist ein evangelikales Missionswerk mit Sitz in Marburg. Die Marburger Mission gehört als Arbeitszweig zum Deutschen Gemeinschafts-Diakonieverband (DGD) in Marburg. Sie ist die Auslandsmission der 280 Gemeinden und Gemeinschaften des Bundes evangelischer Gemeinschaften (BeG).

## Geschichte
Die Gründung der Marburger Mission geht zurück auf eine Initiative des China-Missionars Friedrich Traub (1873–1906). Als erste Missionarin wurde die Diakonisse Elisabeth Gramenz im Jahr 1909 als Mitarbeiterin der China-Inland-Mission nach China entsendet. Ihr folgten weitere Diakonissen und ab 1929 auch Missionare in das Gebiet Yünnan unter dem Namen „Yünnan-Mission im Verband der China-Inland-Mission“. Die Arbeit der Missionare dehnte sich auf Gebiete in Japan, Taiwan und Thailand aus, als eine Arbeit in China nicht mehr möglich war, und erhielt dann den Namen „Marburger Mission“.
Einer Bitte aus Brasilien folgend entsandte der Leiter des DGD, Theophil Krawielitzki, im Jahr 1932 zwei Missionare nach Brasilien aus, denen bald weitere Diakonissen und Missionare zur Mission unter Deutschen folgten. Die Tätigkeit der Marburger Mission führte 1947 zur Gründung einer einheimischen Kirche, der „Associacao das Igrejas de Cristianismo Decidido“. Die sogenannte „Marburger Brasilien Mission“ war eingebunden in die Arbeit der ebenfalls zum DGD gehörenden Marburger Blättermission, bis sie 1989 Teil der Marburger Mission wurde.
Nach dem Zweiten Weltkrieg nahm die Mission ihre Tätigkeit unter dem Namen „Marburger Mission GmbH“ wieder auf. 1970 weitete die Mission ihre Arbeit nach Uganda, 1988 nach Spanien und 1993 nach Russland aus. 1996 kam Peru, 2011 Deutschland (Reverse Mission) und 2013 Albanien hinzu. Die Marburger Mission arbeitet aktuell (2015) in 10 Ländern auf den Kontinenten Afrika, Asien, Europa und Südamerika.
Ihre Schwerpunkte liegen in der Gemeindegründung, dem Gemeindebau, der Theologischen Ausbildung und der Diakonie (Behindertenarbeit und Drogenrehabilitation). Unter anderem wurden auch verschiedene Bibelübersetzungsprojekte unterstützt. Seit 2011 betreibt sie auch Reverse Mission in Deutschland. Unter der Mitarbeit einer aus Brasilien empfangenen Missionsfamilie ist 2014 die „Christus Gemeinde Essen“ in Essen-Rüttenscheid hervorgegangen.
Seit dem 1. Januar 2003 trägt die Organisation den Namen „Stiftung Marburger Mission“.

## Mitgliedschaften
Die Stiftung Marburger Mission ist Mitglied in der Arbeitsgemeinschaft Evangelikaler Missionen (AEM), des Bundes evangelischer Gemeinschaften (BeG) und des Netzwerks Deutschen Gemeinschafts-Diakonieverband (DGD) mit Sitz in Marburg, die beide wiederum Mitglied im Evangelischen Gnadauer Gemeinschaftsverband sind. Dieser ist Teil des European Inner Mission Movement (EURIM).